# 4 (album, Beyoncé)
4 je čtvrté studiové album americké zpěvačky Beyoncé Knowles. Deska vyšla pod vydavatelstvím Columbia Records 24. června 2011. První zmínka o desce padla v únoru 2010, kdy Beyoncé v rozhovoru prozradila, že už dále nebude používat své alter ego Sasha Fierce: „Dospěla jsem a jsem schopná obě bytosti sloučit v jednu.“ Dále v interview řekla, že na albu se snaží vytvořit svůj vlastní žánr, který není typický pop, R&B ani rock. Největší inspirací při natáčení ji byli Lauryn Hill, Stevie Wonder nebo Michael Jackson.

## O albu
Zvuk desky je ovlivněn sedmdesátými a osmdesátými léty. A obsahuje z většinové části písně v pomalém a středním tempu.
Album v prvním týdnu debutovalo na prvním místě americké albové hitparády, kdy se prodalo desky 310 000 kopií. Beyoncé Knowles se stala po Britney Spears teprve druhou umělkyní, která měla na prvním místě albového žebříčku čtyři po sobě jdoucí alba.

## Seznam písní
| Pořadí | Název                    | Hudba                                           | Text                                                                                                  | Délka |
| ------ | ------------------------ | ----------------------------------------------- | --- | ----- |
| 1.     | 1+1                      | Knowles, The-Dream, Tricky Stewart              | Terius Nash, Christopher Stewart, Beyoncé Knowles                                                     | 4:33  |
| 2.     | I Care                   | Bhasker, Knowles                                | Jeff Bhasker, Chad Hugo, Knowles                                                                      | 3:59  |
| 3.     | I Miss You               | Knowles, Taylor                                 | Frank Ocean, Shea Taylor, Knowles                                                                     | 2:59  |
| 4.     | Best Thing I Never Had   | Knowles, Babyface, Dixon, Taylor, S1 & Caleb    | Kenny Edmonds, Antonio Dixon, Knowles, Patrick Smith, Taylor, Larry Griffin Jr., Caleb McCampbell     | 4:13  |
| 5.     | Party (feat. André 3000) | Knowles, West, Bhasker                          | Kanye West, Bhasker, Knowles, André 3000, Dexter Mills, Douglas Davis, Ricky Walters                  | 4:05  |
| 6.     | Rather Die Young         | Bhasker, Knowles, Steele                        | Bhasker, Luke Steele, Knowles                                                                         | 3:42  |
| 7.     | Start Over               | Knowles, Taylor                                 | Taylor, Knowles, Ester Dean                                                                           | 3:19  |
| 8.     | Love on Top              | Knowles, Taylor                                 | Knowles, Nash, Taylor                                                                                 | 4:27  |
| 9.     | Countdown                | Knowles, Taylor, Lamb                           | Nash, S. Taylor, Knowles, Dean, Cainon Lamb, Julie Frost, Michael Bivins, Nathan Morris, Wanya Morris | 3:32  |
| 10.    | End of Time              | Knowles, The-Dream, Switch, Diplo               | Knowles, Nash, S. Taylor, David Taylor                                                                | 3:47  |
| 11.    | I Was Here               | Ryan Tedder, Brent Kutzle, Knowles, Kuk Harrell | Diane Warren                                                                                          | 3:59  |
| 12.    | Run the World (Girls)    | Switch, The-Dream, Knowles, S. Taylor           | Nash, Knowles, Wesley Pentz, D. Taylor, Adidja Palmer, Nick van de Wall                               | 3:56  |

### Bonusy
| Pořadí | Název           | Hudba                             | Text                                                                 | Délka |
| ------ | --------------- | --------------------------------- | -------------------------------------------------------------------- | ----- |
| 13.    | Dreaming        | Knowles, Edmonds, Dixon           | Edmonds, Dixon, Knowles, Smith                                       | 4:39  |
| 14.    | Schoolin' Life  | The-Dream, Knowles, Los Da Mystro | Knowles, Nash, S. Taylor, Carlos McKinney                            | 4:53  |
| 15.    | Dance for You   | Knowles, The-Dream                | Knowles, Nash, Stewart                                               | 6:17  |
| 16.    | Lay Up Under Me | Knowles, S. Taylor                | Knowles, Sean Garrett, Mikkel Eriksen, Tor Erik Hermansen, S. Taylor | 4:13  |

## Umístění ve světě
| Země               | Umístění |
| ------------------ | -------- |
| Austrálie          | 2        |
| Česko              | 2        |
| Dánsko             | 5        |
| Finsko             | 24       |
| Francie            | 2        |
| Irsko              | 1        |
| Kanada             | 3        |
| Německo            | 5        |
| Norsko             | 4        |
| Španělsko          | 1        |
| Skotsko            | 1        |
| Spojené království | 1        |
| Švédsko            | 13       |
| Švýcarsko          | 1        |
| USA                | 1        |